# Анрі Кеффелек
Анрі Кеффелек (фр. Henri Queffélec ; 29 січня 1910, Брест (Франція) — 13 січня 1992, Париж) — французький прозаїк, есеїст, сценарист.

## З біографії
Освіту здобув у Ліцеї Людовіка Великого та Вищої нормальної школі (1929—1934) у Парижі. З 1940 року викладав у ліцеї в Марселі, під час Другої світової війни з 1942 року жив у окупованій німцями зоні.
Президент Concours général, престижного академічного конкурсу Франції (1974—1978).
Анрі Кеффелек — батько письменника Яна Кеффелека, лауреата Гонкурівської премії (1985), та піаністки Анн Кеффелек.

## Творчість
Видатний бретонський франкомовний письменник -мариніст. Автор понад 80 книг, багато з яких були пов'язані з його бретонським походженням та морем.
Його твори екранізувалися (« Бог потребує людей» реж. Жан Деланнуа (1950)).

## Вибрані твори
- 1944 : Journal d'un salaud
- 1945 : Un recteur de l'Île de Sein
- 1945 : La Fin d'un manoir
- 1946 : Un homme à la côte
- 1946 : La Culbute
- 1948 : Chemin de terre
- 1948 : Portrait de la Suède, essai
- 1948 : Pas trop vite, s.v.p., nouvelles
- 1949 : Au bout du monde
- 1950 : Saint Antoine du désert
- 1951 : Tempête sur Douarnenez
- 1953 : Un homme d'Ouessant
- 1956 : Un feu s'allume sur la mer
- 1957 : Un royaume sous la mer
- 1959 : Ce petit curé d'Ars
- 1960 : Frères de la brume
- 1962 : Tempête sur la ville d'Ys
- 1962 : Le jour se lève sur la banlieue
- 1962 : Sous un ciel noir
- 1963 : Solitudes
- 1963 : Celui qui cherchait le soleil
- 1965 : Quand la terre fait naufrage
- 1966 : Trois jours à terre
- 1966 : Raisons d'aimer…la mer
- 1967 : La Voile tendue
- 1968 : Je te salue vieil océan
- 1969 : La Mouette et la Croix
- 1969 : La Faute de monseigneur
- 1969 : Combat contre l'invisible
- 1972 : Le sursis n'est pas pour les chiens
- 1973 : La Cache éternelle
- 1973 : À fonds perdus
- 1974 : Les Îles de la miséricorde
- 1974 : Laissez venir la mer
- 1975 : Le Phare
- 1976 : La lumière enchaînée
- 1978 : Un Breton bien tranquille
- 1979 : Ils étaient six marins de Groix
- 1980 : Enfants de la mer
- 1980 : Le voilier qui perdit la tête
- 1982 : François d'Assise, le jongleur de Dieu
- 1986 : La Boudeuse, ou le tour du monde de Bougainville
- 1988 : Mémoires d'enfance — La Douceur et la guerre, éd. Séguier
- 2005 : Les romans des îles, антология
- 2006 : Histoires de marins, антология

## Сценарії
- 1950 : Dieu a besoin des hommes
- 1968 : Provinces
- 1972 : François Malgorn, seminariste ou celui qui n'était…

## Нагороди
- Орден Горностая
- Велика премія Французької академії за роман «Підводне царство» (Un royaume sous la mer, 1958)
- Премія ім. Жана Уолтера Французької академії (1967)
- Велика літературна премія Французької академії (1975)